# YF-30 クロノス
YF-30 クロノス（ワイエフさんじゅう クロノス / Chronos） は、PlayStation 3用ゲームソフトおよび小説『マクロス30 銀河を繋ぐ歌声』に登場する架空の兵器。
「マクロスシリーズ」世界の主要兵器である、ファイター（戦闘機）、ガウォーク（鳥型）、バトロイド（人型ロボット）に三段変形する可変戦闘機（ヴァリアブル・ファイター：VF）シリーズのひとつ。ペットネームのクロノスはギリシア神話に登場する時間の神に由来する。メカニックデザインは河森正治が手がけた。

## 概要
マクロスシリーズ30周年記念として歴代作品のVFシリーズが勢揃いする『マクロス30』の中では、唯一の完全オリジナル機体にして主役機。作品のロゴタイプに機体のシルエットが、限定版のパッケージや小説版の表紙などにもイラストが描かれている。当初、デザイナーの河森はVF-1 バルキリーの改良型を登場させるつもりだったが、30周年を飾る機体としてはおもしろくないだろうということで新たにデザインを考案した。ゲーム中ではストーリー中盤から登場するが、この段階では試乗にとどまり、本格的に操作できるのは終盤からとなる。
『マクロスΔ』では本機をベースに量産された「VF-31 ジークフリード」が登場する。

## デザイン
『マクロスF』に登場するVF-25 メサイア、VF-27 ルシファー、YF-29 デュランダル（こちらは劇場版のみ）の姉妹機という設定だが、過去のシリーズ機体がそれぞれの個性を出すという理由で次第に現実の航空機からかけ離れて複雑な形状となっていったことを反省し、本機はオーソドックスな双発戦闘機の形に戻す方向性でデザインが進められた。当初はVF-1 バルキリーに近い方向性でデザインされていたが、「今までにないものを盛り込む」ことを目標に試行錯誤が繰り返された。バンダイナムコゲームスのプロデューサーの小美野日出文は新型を出すということで河森に依頼したものの、なかなかデザインが完成しないためにギリギリまで待ち続けたという。そうした中で、河森は機体上部に換装式の大型ウェポンコンテナを設けるというアイディアに行き着いた。変形機構についても、各形態のパーツ位置の変更や可動部位の追加などがなされている。これらの機構を検証する目的で、従来のVFと同様にレゴブロック製の完全変形モデルが試作されている。
カラーリングはシリーズ30周年ということもあり、第1作『超時空要塞マクロス』の主人公・一条輝の乗ったVF-1 バルキリーと同様の白地に黒と赤の入ったものとなった。ただし、そのままでは面白くないということで、黒の面積を増やして印象を変えている。

## 機体解説
民間軍事プロバイダーS.M.S.の惑星ウロボロス支社が独自開発した試作機。西暦2060年時点における最新鋭機であり、各移民船団などで派生機が開発されているYF-24 エボリューションの系譜に属する。本来の用途はS.M.Sのオーナーであるリチャード・ビルラーがフォールド断層突破のために計画した「可変超時空突入艇」（Variable Super-Dimension Diver）だが、新統合政府への技術開示を避けるために新型VFの名目を掲げて開発されている。ウロボロス支社長にして優秀なエンジニアであるアイシャ・ブランシェットが設計・開発を手がけ、さまざまなパーツをゼントラーディの全自動兵器工廠に持ち込み、製造された。なお、本機の開発が辺境惑星のウロボロスで行われた理由は機密保持や予算の関係とされており、VFとして設計されたのもそこに存在するプロトカルチャーの遺跡探索にバトロイド形態が有効であるためという理由がある。
YF-24系の特徴であるISC（慣性蓄積コンバーター）やEX-ギアなどのインターフェイスシステムも継続して採用されており、無人機と同等以上の高機動性能を持つ。ファイター形態の主翼形状はクリップドデルタ翼が採用され、ストレーキ横にカナードが追加された以外は原型のYF-24に似たシルエットを持つ。
翼形状やエンジンの配置・搭載数などに手が加えられた各姉妹機と比べると標準的な双発機だが、変形機構には大きな変更が加えられている。一般的なVFではファイター形態時の両腕を両脚の間に格納するが、本機の場合は左右の脚の外側に沿って配置され、変形時はヒンジがカナードと一体化して肩を形成する。この際、主翼の一部が前腕部装甲と兼用されるため、主翼下パイロンに懸架された武装の一部を腕部に装着して使用できる。腕部の格納位置変更によって余剰スペースが生じた両脚間には、新たに長方形状のマルチパーパス・コンテナユニットが追加されている。ガウォーク形態では股間部にも可動域が追加され、バトロイド形態と同じように腰をひねる動作が可能となっている。他姉妹機ではバトロイド形態時のコクピットが背中側に垂直に位置するのに対し、こちらはほぼ水平を保ったまま胸部内に収納される。
主機には、姉妹機のYF-29 デュランダルに搭載されたFF-3001/FC1型エンジンの改良型であるFF-3001/FC2を採用。当初はパワー効率を重視するあまり耐久性に問題を抱えていたが、エンジン周りをオーバーホールすることで完成度を高めている。
独自の機能として、YF-29のフォールドウェーブシステムの改良型であるフォールドディメンショナルレゾナンスシステム (F.D.R.) を搭載し、制御AIにはYF-25 プロフェシーから継承したブリュンヒルデを採用している。惑星ウロボロスにはプロトカルチャーのものと思われる遺跡が各所に点在しており、F.D.Rはそこから産出される希少物質のフォールド・クォーツを用いている。

### 武装
新型重量子ビームガンポッド
連射モードと高威力の単射モードを使い分け可能な新型ガンポッド。
12.7ミリ対空ビーム砲
従来のVFシリーズと同様に、迎撃用として頭部の左右に1門ずつ装備されている。
アサルトナイフ
YF-24系に共通して装備される近接格闘用アサルトナイフ。
マルチパーパス・コンテナユニット
本機の最大の特徴である多目的武装コンテナ。全形態で上方に展開・可動する。可変超時空突入艇としてフォールド空間へ突入する際の探査装置として機能するが、用途に応じて内蔵装備やコンテナ自体を換装可能となっている。基本装備のマイクロミサイルランチャーをはじめ、大型ビーム砲や電子戦用パック、ブースター、兵員輸送といった複数のオプションが用意されている。不要になればそのまま分離・廃棄することも可能。従来のVFシリーズではスーパーパックやアーマードパックなど複数のパーツで構成されたオプションパックの換装を行っていたが、本機はコンテナの換装のみでそれを可能としている。
PS3版では最初から最後まで全36門のマイクロミサイルポッドを装備するが、小説版では終盤でMDEビーム砲に換装される。

## 商品化
バンダイよりDX超合金として可変トイが2014年に8月発売された。定価21,600円(税込)。2013年11月1日から3日にかけて開催された「魂ネイション2013」にて発表された。